# Ormenis nigropunctula
Ormenis nigropunctula är en insektsart som beskrevs av Melichar 1908. Ormenis nigropunctula ingår i släktet Ormenis och familjen Flatidae. Inga underarter finns listade i Catalogue of Life.